# Thomas Alder
Pour les articles homonymes, voir Alder.
 (avril 2025).
Si vous disposez d'ouvrages ou d'articles de référence ou si vous connaissez des sites web de qualité traitant du thème abordé ici, merci de compléter l'article en donnant les références utiles à sa vérifiabilité et en les liant à la section « Notes et références ».
En pratique : Quelles sources sont attendues ? Comment ajouter mes sources ?
Thomas Alder, nom de scène d'Anton Straßmair (né le 1er janvier 1932 à Murnau am Staffelsee, mort le 6 mai 1968 à Munich) est un acteur allemand.

## Biographie
Alder est d'abord musicien dans le groupe Violetta. Après une formation d'acteur à Munich, il joue au Landestheater Tübingen. En 1959, il obtient son premier rôle au cinéma. Il se fait connaître grâce à l'adaptation d'Edgar Wallace Scotland Yard contre Cercle rouge. Dans les années 1960, il incarne souvent le fils blond dans les films romantiques et le détective intelligent en costume blanc dans les thrillers policiers.
Il a d'autres rôles dans des films musicaux, d'aventure et des westerns. Il joue souvent avec Vivi Bach. Dans le film policier Espionnage à Bangkok pour U-92, il joue aux côtés de la star thaïlandaise Chitra Ratana.
Horst Frank révèlera qu'Alder s'est suicidé au gaz. Il est inhumé au cimetière d'Aising (ville de Rosenheim).

## Filmographie
- 1956 : Die Heinzelmännchen (de)
- 1958 : Die Landärztin (de)
- 1959 : Kein Mann zum Heiraten (de)
- 1960 : Scotland Yard contre Cercle rouge
- 1960 : Schlagerparade 1960 (de)
- 1960 : Les chacals meurent à l'aube
- 1960 : Wir wollen niemals auseinandergehn (de)
- 1962 : Les Hyènes chassent la nuit (de)
- 1962 : Der verkaufte Großvater (de)
- 1962 : Zwei Bayern in Bonn (de)
- 1963 : Übermut im Salzkammergut (de)
- 1963 : Les Romanticos (… denn die Musik und die Liebe in Tirol)
- 1964 : Vacances à Saint-Tropez (Holiday in St. Tropez)
- 1964 : Les Chercheurs d'or de l'Arkansas
- 1964 : Bons baisers du Tyrol
- 1965 : Espionnage à Bangkok pour U-92
- 1965 : Tausend Takte Übermut (de)
- 1966 : Komm mit zur blauen Adria (de)
- 1966 : Per un pugno di canzoni
- 1966 : Das sündige Dorf (de)

## Source de traduction
- (de) Cet article est partiellement ou en totalité issu de l’article de Wikipédia en allemand intitulé « Thomas Alder » (voir la liste des auteurs).